# Swartzia myrtifolia
Swartzia myrtifolia ist eine Pflanzenart aus der Gattung Swartzia in der Unterfamilie der Schmetterlingsblütler (Faboideae) in der Familie Hülsenfrüchtler (Fabaceae). Sie ist in der Neotropis weitverbreitet.

## Beschreibung

### Vegetative Merkmale
Swartzia myrtifolia wächst als immergrüner kleiner Baum, der Wuchshöhen von 6 bis 12 Metern oder etwas mehr erreicht. 
Die Laubblätter sind in Blattstiel und -spreite gegliedert. Die Blattspreite ist unpaarig gefiedert mit kantiger bis geflügelter Rhachis und Blattstiel. Die bis zu 9 kurz gestielten Blättchen sind bei einer Länge von 5 bis 7,5 Zentimetern, das oberste bis 11,5 Zentimeter, eiförmig oder verkehrt-eiförmig bis elliptisch mit rundspitzigem bis gerundetem oder spitzem bis zugespitztem, manchmal feinstachspitzigem und oft eingebuchtetem oberen Ende. Die Blättchenränder sind ganz und leicht gewellt, die Nervatur ist gefiedert mit feinen Seitennerven. Die Blättchen sind kahl bis unterseits leicht behaart. Die Nebenblätter sind recht beständig. Es sind oft Nebenblättchen vorhanden.

### Generative Merkmale
Die achselständigen, kurzen und schwach fein behaarten Blütenstände sind traubig. Die zwittrigen und kurz gestielten Blüten sind fünfzählig mit doppelter Blütenhülle. Die Kelchblätter sind verwachsen, während der Anthese öffnet sich der Kelch mit vier zurückgebogenen Lappen. Es ist nur ein gelbliches, großes sowie rüschiges, bis 3,5 Zentimeter großen, kurz genageltes Kronblatt vorhanden. Es sind viele Staubblätter vorhanden, eine Gruppe, mit größeren Staubbeuteln, ist länger und bogig ausladend, die anderen kleineren, mit kleineren Staubbeuteln, sind bündelig angeordnet. Der längliche Fruchtknoten befindet sich an einem langen, bogig ausladenden Gynophor mit relativ kurzem Griffel mit kleiner Narbe.
Die kleinen, bei Reife orangefarbenen, ledrigen, wachsigen, ellipsoide und bespitzte, bis 6 Zentimeter langen Hülsenfrüchte mit verdickter Bauchnaht enthalten nur einen bis drei Samen. Die großen, leicht nierenförmigen Samen sind von einem Arillus überzogen.

## Verbreitung
Swartzia myrtifolia ist in der Neotropis weitverbreitet. In Zentralamerika kommt sie in Guatemala und Honduras vor und in Südamerika ist sie im nördlicheren Brasilien, Bolivien, Kolumbien, Peru sowie Venezuela zu finden. Ob sich die ursprüngliche Heimat über alle genannten Staaten erstreckte oder ob das Verbreitungsgebiet dieser Art durch den Menschen vergrößert wurde, ist derzeit unklar.

## Systematik
Die Erstbeschreibung von Swartzia myrtifolia erfolgte durch James Edward Smith in Abraham Rees: The Cyclopaedia; or, Universal Dictionary of Arts, Sciences and Literature by Abraham Rees, 34, Nummer 5, 1816. Ein Synonym ist Tounatea myrtifolia (Sm.) Taub..
Swartzia myrtifolia gehört zur Serie Pteropodae innerhalb der Gattung Swartzia.
Innerhalb der Art Swartzia myrtifolia gibt es folgende Varietäten:
- Swartzia myrtifolia var. elegans (Schott) R.S.Cowan (Syn.: Swartzia elegans Schott, Swartzia pulchra Vogel, Tounatea elegans (Schott) Taub., Mimosa triphylla Vell., Tounatea pulchra (Vogel) Taub.): Nur aus dem östlichen Brasilien.
- Swartzia myrtifolia Sm. var. myrtifolia (Syn.: Swartzia micropetala Schott, Swartzia nitens (Kunth) Vogel ex Steud., Riveria nitens Kunth)
- Swartzia myrtifolia var. peruviana R.S.Cowan: Aus Peru, Bolivien und dem nördlichen Brasilien.